# Liv Arnesen
Liv Ragnheim Arnesen (nascida em 1 de junho de 1953) é uma educadora norueguesa, esquiadora cross-country, aventureira, guia e palestrante motivacional. Liv RagnheimArnesen liderou a primeira travessia feminina da calota polar da Groenlândia sem apoio, em 1992. Em 1994, ela ganhou as manchetes internacionais, tornando-se a primeira mulher do mundo a esquiar sozinha e sem apoio até o Pólo Sul - uma expedição de 1.200 quilômetros em 50 dias.

## Vida pregressa
Liv Ragnheim Arnesen cresceu em Bærum, Noruega, nos arredores de Oslo, onde desde cedo seus pais a mergulharam em suas paixões: esqui cross-country e história polar. Desde cedo, Liv adquiriu o gosto pelos grandes espaços abertos enquanto passava os invernos e as férias de Páscoa nas montanhas norueguesas. Seu amor pelo atletismo e pela vida ao ar livre levou Liv a competir em orientação e esqui cross-country, bem como a treinar alunos do ensino médio em esqui cross-country de nível avançado. Aos 9 anos, Liv leu sobre a expedição de Roald Amundsen ao Pólo Sul.

## Expedições

### Groenlândia 1992
Em 1992, Liv participou da primeira equipe exclusivamente feminina a fazer uma travessia sem apoio da calota polar da Groenlândia.

### Pólo Sul 1994
Em seu livro Good Girls do not Ski to the South Pole, Liv detalha seu primeiro encontro solo com a Antártica. Sem apoio, Liv esquiou 745 milhas e chegou ao Pólo Sul em 50 dias.

### Monte Everest, North Ridge 1996
Em 1996, Arnesen tentou chegar ao topo do Monte Everest, mas teve que recuar porque desenvolveu um edema cerebral incipiente de grandes altitudes.

### Antártida 2001
Liv Arnesen e a exploradora polar americana Ann Bancroft tornam-se as primeiras mulheres na história a navegar e esquiar pela massa terrestre da Antártica – completando um percurso de 2.747 km de caminhada em 94 dias.

### Oceano Ártico 2005
Em 2005, após 2 anos de preparação, Liv Arnesen e Ann Bancroft embarcaram na tentativa de fazer história como as primeiras mulheres a esquiar no Oceano Ártico. Devido à burocracia, todas as expedições ao Ártico de 2005 foram forçadas a evacuar o Oceano Árctico e a renunciar aos seus esforços.

### Oceano Ártico 2007
Em 12 de março, a equipe da BAE foi forçada a abandonar o Oceano Ártico 2007, uma jornada de 853 quilômetros sem apoio até o Pólo Norte. Liv e Ann esperavam utilizar a sua expedição para ensinar crianças de todo o mundo sobre as alterações climáticas, mas as temperaturas da Primavera impediram o esforço.

### Proposta de expedição ao Pólo Sul
Em 2010, Liv e Ann planejavam uma expedição internacional de mulheres ao Pólo Sul. Um dos objetivos da expedição era atingir o público global de milhões de crianças em idade escolar, que já acompanhavam as suas façanhas graças a expedições anteriores, com visão e consciência sobre a crise da água doce.

## Orador motivacional
Liv Arnesen é palestrante motivacional para empresas, escolas e organizações sem fins lucrativos.

## Prêmios
- 2008 - Prêmio Mulheres de Coragem da Descoberta - WINGS[7]
- 2001 - “Mulheres do Ano”, pela Glamour (revista)
- 2001 - “Trailblazer”, pelo Hall da Fama Escandinavo-Americano
- 2001 - “Achievement Award”, pela Câmara de Comércio Norueguesa-Americana
- 1999 - "Diploma de Honra", da Sociedade Geográfica Russa
- 2004 - assinou o Flier's and Explorer's Globe da American Geographical Society.

## Outra informação
- Liv Arnesen é co-proprietária de uma empresa de exploração,[8] com Ann Bancroft.
- Liv é ateia.[9]
- Liv é embaixadora do Conselho Norueguês para Refugiados